# Haia Lifșiț
Haia Lifșiț (sau Lifschitz, în rusă Хая На́хмановна Ли́вшиц, n. 14 decembrie 1903, Chișinău, Imperiul Rus – d. 17 august 1929, Cluj, România) a fost o militantă comunistă de origine evreiască din Basarabia. 
Născută în Chișinău, Imperiul Rus, aceasta a fost una din principalele militante comuniste de la începutul României interbelice. Ulterior a fost arestată din cauza activității sale politice și a decedat în urma unei greve a foamei.

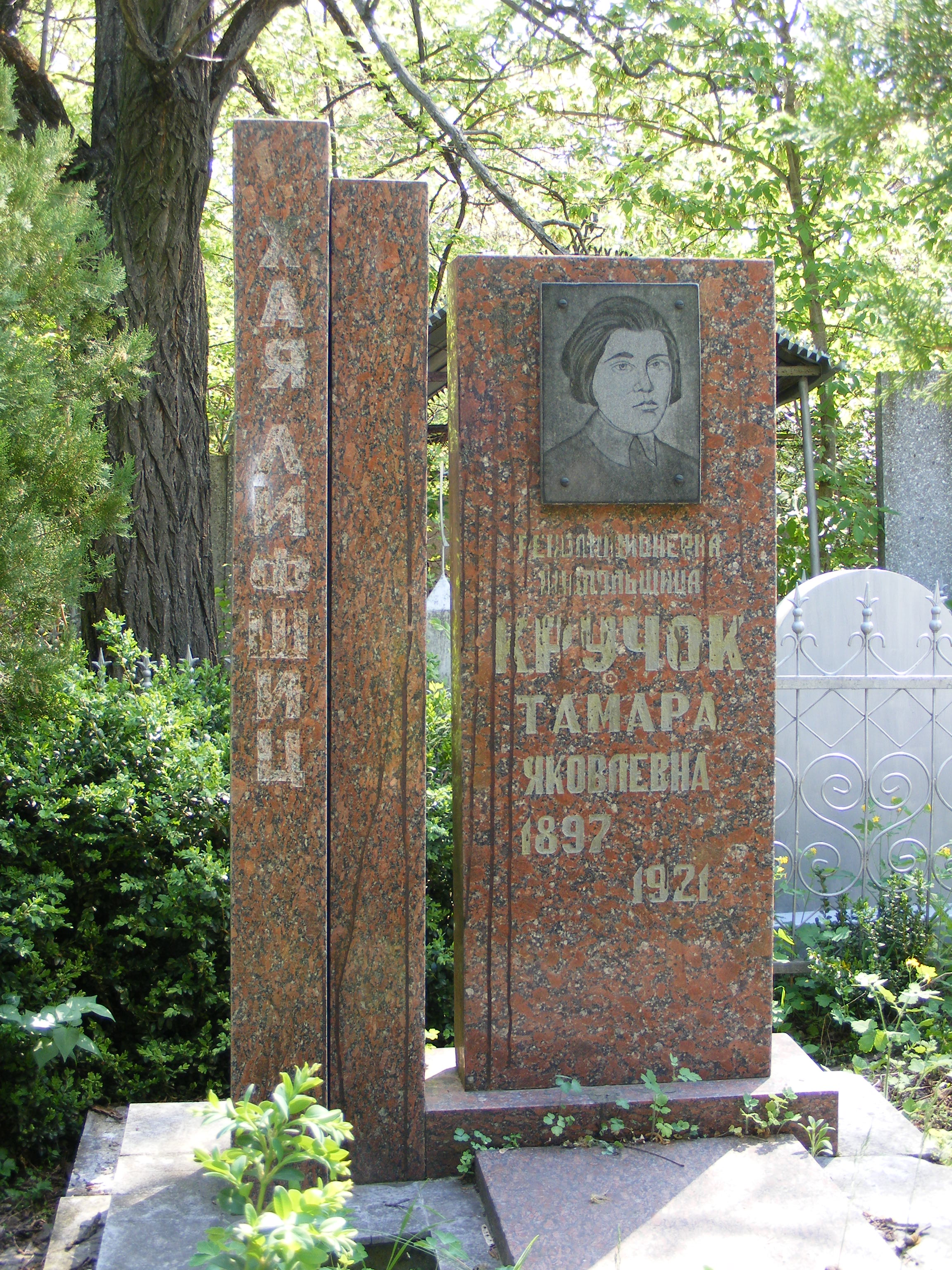
Monument sovietic dedicat revoluționarelor comuniste Haia Lifșiț (stânga) și Tamara Criucioc (dreapta), în cimitirul evreiesc din Tighina